# 鼬魚亞目
鼬魚亞目（又作蛇鳚亚目
）為輻鰭魚綱鼬魚目的其中一亞目，其下分2科：
- 隱魚科(Carapidae)
- 鼬魚科(Ophidiidae)